# Val (ort i Södra Böhmen, Tjeckien)
Val är en ort i Tjeckien.   Den ligger i regionen Södra Böhmen, i den centrala delen av landet, 110 km söder om huvudstaden Prag. Val ligger 423 meter över havet och antalet invånare är 232.
Terrängen runt Val är platt. Runt Val är det glesbefolkat, med 17 invånare per kvadratkilometer. Närmaste större samhälle är Jindřichův Hradec, 17,9 km öster om Val. Omgivningarna runt Val är en mosaik av jordbruksmark och naturlig växtlighet.